# Nils Kihlberg
Nils Anders Kihlberg (født 4. juni 1915 i Stockholm, død 2. april 1965 smst) var en svensk skuespiller, sanger og instruktør.

## Udvalgt filmografi
- 1964 – Dirch og blåjakkerne
- 1961 – Änglar, finns dom?
- 1954 – Et par kønne detektiver
- 1952 – For min hede ungdoms skyld
- 1950 – Frøk'nens første barn
- 1946 – Medan porten var stängd
- 1943 – Paa Liv og Død
- 1943 – Orlogsmænd
- 1942 – Det er min Musik
- 1942 – Lille Frk. Swing
- 1941 – Gadens Serenade
- 1941 – Snaphaner eller Gøngerne
- 1941 – Fem svenske Gutter
- 1940 – Alle Mand paa Post
- 1940 – Kasernens glade Drenge